# 안혁주
안혁주(2004년 9월 3일~)는 대한민국의 축구 선수이다.

## 어린 시절
제23회 백운기 고등축구대회 우승 및 제43회 대한축구협회장배 고교축구대회 우승을 이끌며 백운기 고등축구대회에서는 최우수 공격상을 수상했다.

## 구단 경력
2024년, K리그1의 광주 FC에 입단했다.